# Beter Bestuurlijk Beleid
Beter Bestuurlijk Beleid is de naam van de grootscheepse hervorming van de Vlaamse administratie die door de regering-Dewael in februari 2000 werd ingezet en in 2006 werd doorgevoerd. Het kaderdecreet Bestuurlijk Beleid van 18 juli 2003 behandelt de krijtlijnen en de principes van de vernieuwde organisatiestructuur. De nieuw op te richten ministeries, agentschappen en entiteiten staan vermeld in het Besluit van de Vlaamse Regering met betrekking tot de organisatie van de Vlaamse administratie van 3 juni 2005, dat in werking trad op 1 januari 2006, en later nog meermaals gewijzigd werd.

## Herstructurering
BBB behelsde onder meer een herstructurering van de Vlaamse administratie van één Ministerie van de Vlaamse Gemeenschap met 7 departementen en van een dertigtal Vlaamse Openbare Instellingen tot een nieuwe structuur met 13 (intussen 8) homogene beleidsdomeinen. Ieder beleidsdomein omvatte één departement en een aantal agentschappen. In totaal werd in 2006 zo'n 60 agentschappen opgericht.
BBB was oorspronkelijk ook de verzamelnaam van een hoop andere initiatieven : meer autonomie en responsabilisering van het topmanagement, een nieuw beloningsbeleid voor alle ambtenaren, projectwerking, een totale herwerking van de boekhoudregels van de overheid, nieuwe controlemechanismen (met de nieuwe figuur van controllers), het veralgemeend invoeren van beheersovereenkomsten, mandaatsystemen voor de leidende ambtenaren, een hervorming van de adviesraden en de adviesprocedures, het afschaffen van de kabinetten…

### Beleidsdomeinen
Een beleidsdomein bij de Vlaamse overheid is de groepering van een departement en verschillende agentschappen. Beide houden zich, binnen één beleidsdomein, met eenzelfde inhoudelijke materie bezig, maar de agentschappen hebben een deels onafhankelijk statuut.

### Geschiedenis
BBB begon als een tekst die de Vlaamse regering vanuit een Leuvens café uitstuurde.
De Vlaamse regering nam op 19 februari 2000 een aantal belangrijke beslissingen over de reorganisatie van de Vlaamse overheid. Uitgangspunten zijn: de eindverantwoordelijkheid ligt bij de democratisch gekozenen (het politieke primaat), grotere verantwoordelijkheid voor de eigen entiteit (minder centralisme), een kwaliteitsvolle en klantgerichte dienstverlening, sturen op resultaten en transfer van de beleidsuitvoering naar verzelfstandigde entiteiten. De huidige departementen van het ministerie zullen worden omgevormd tot kerndepartementen voor beleidsvoorbereiding en beleidsevaluatie. Beleidsuitvoerende taken worden in homogene pakketten samengevoegd en ondergebracht in 'overheidsagentschappen'. Met de topambtenaren, die een mandaatfunctie krijgen, zullen beheersovereenkomsten worden afgesloten. …/… De principebeslissingen van de Vlaamse regering zullen voor einde 2000 in voorontwerpen van decreet worden geconcretiseerd.
De hervorming zou echter veel langer duren dan voorzien, en mettertijd werden veel van de oorspronkelijke ambities afgezwakt of zelfs volledig geschrapt.
De volgende Vlaamse regering heeft op 31 maart 2006 BBB “principieel afgerond” met de formele opstart van de nieuwe administratieve entiteiten en de (her)benoeming van de zittende leidende ambtenaren.

## Benoeming van leidende ambtenaren
Er waren in totaal drie benoemingsrondes voor de topmanagers van de Vlaamse overheid. In de eerste ronde, op 23 december 2005, werden 51 topmanagers in een zogeheten 'n-functie' benoemd. Zij hadden in de oude organisatiestructuur de rang van A3 of A4 en zijn herplaatst conform de beslissing van de Vlaamse Regering op 22 juli 2005.
In de tweede benoemingsronde op 17 maart 2006 werden zeven adjunct-leidende ambtenaren van de Vlaamse Openbare instellingen herplaatst in een functie van leidend ambtenaar.
In de zomer van 2006 werden in een derde ronde de 30 resterende vacatures ingevuld. In deze ronde konden zowel interne als externe gegadigden meedingen. Ondanks een campagne om méér vrouwen aan te moedigen hun kandidatuur te stellen, werden slechts 6 van de 30 functies toegewezen aan vrouwen. 49 procent van de kandidaten waren nochtans vrouwen, maar na de selectieprocedure door Jobpunt Vlaanderen schoot daar slechts twintig procent van over. Daarnaast bleken 12 van de benoemden kabinetsleden te zijn. Ook een aantal anderen hadden een duidelijke politieke signatuur. De Standaard meldde overigens kort nadien dat de meeste kabinetsleden hun job niet opnamen.

## Evaluatie en hervorming
Op eigen initiatief bracht de (per 1 juli 2015 afgeschafte) Vlaamse Adviesraad voor Bestuurszaken in november 2013 een uitgebreid advies uit over de bijsturing van de nieuwe structuur.